# UGC 3302
PGC 17322 = UGC 3302 ist eine Spiralgalaxie vom Hubble-Typ SAB(r)bc im Sternbild Giraffe am Nordsternhimmel. Sie ist schätzungsweise 193 Millionen Lichtjahre von der Milchstraße entfernt. Gemeinsam mit UGC 3318 und UGC 3364 bildet sie die Galaxiengruppe „LGG 131“.

## UGC 3302-Gruppe (LGG 131)
| Galaxie   | Alternativname | Entfernung/Mio. Lj |
| --------- | -------------- | ------------------ |
| PGC 17322 | UGC 3302       | 193                |
| UGC 3318  | PGC 17481      | 227                |
| UGC 3364  | PGC 18063      | 224                |